# Улица Стругу (Рига)
Улица Стру́гу (латыш. Strūgu iela) — улица в Латгальском предместье города Риги, в историческом районе Московский форштадт. Пролегает в северном направлении от улицы Ластадияс до улицы Эмилияс Беньяминяс; в средней части пересекается с улицей Дагдас. С другими улицами в настоящее время не пересекается.
Общая длина улицы Стругу составляет 227 метров. На всём протяжении асфальтирована, разрешено движение в обоих направлениях. Общественный транспорт по улице не курсирует.

## История
Название улицы Стругу (нем. Strusenstrasse, рус. Струговой переулок) известно с 1885 года, однако улица существовала и ранее — как безымянный проезд. Первоначально пролегала по обе стороны улицы Ластадияс, начинаясь от ул. Краста (ныне Маза Краста) и заканчиваясь в северном направлении тупиком внутри квартала. В начале XX века продлена до ул. Фирса Садовникова, в этих границах существовала до Второй мировой войны. В результате послевоенной перепланировки района трасса улицы Стругу была несколько сокращена.
Расположение улицы и её название дают основание полагать, что в её прибрежной части некогда существовала пристань для стругов, доставлявших в Ригу товары по Даугаве, в том числе из русских земель. Переименований улицы не было.

## Примечательные объекты
- Дом № 2 — бывший доходный дом Николая Никитина (1910—1911, архитектор Соломон Нудельман). В советское время — фабрика искусственных кож и спортизделий[2].
- Дом № 3 — бывший доходный дом (1911 г., архитектор М. О. Эйзенштейн) — памятник архитектуры местного значения[6].
- Дом № 4 — бывший доходный дом Николая Никитина (1909, архитектор С. Нудельман). Позже принадлежал государству и был переоборудован для учебных целей. В советские годы —[7]. В настоящее время — административное здание.

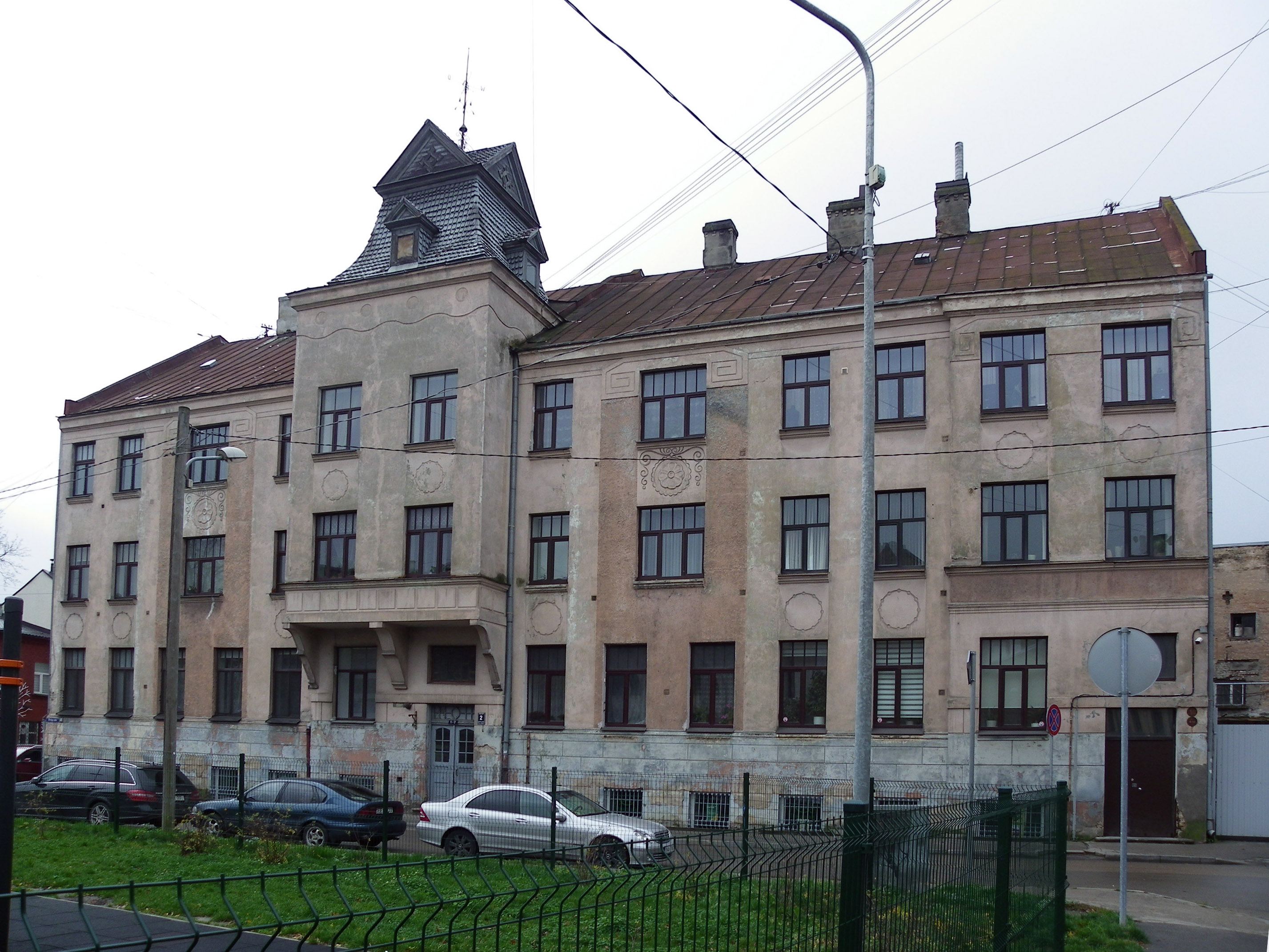
Дом № 2
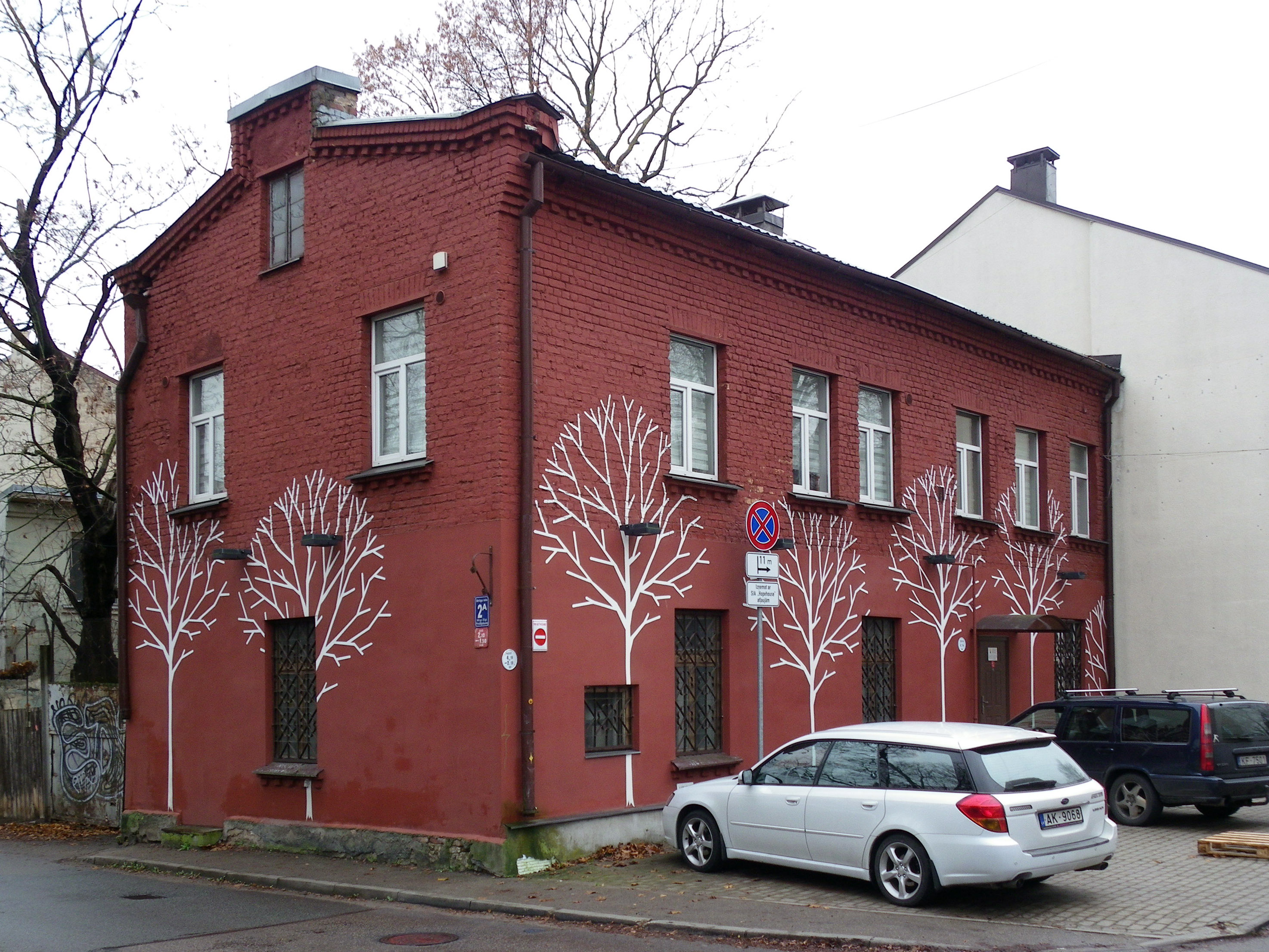
Дом № 2А
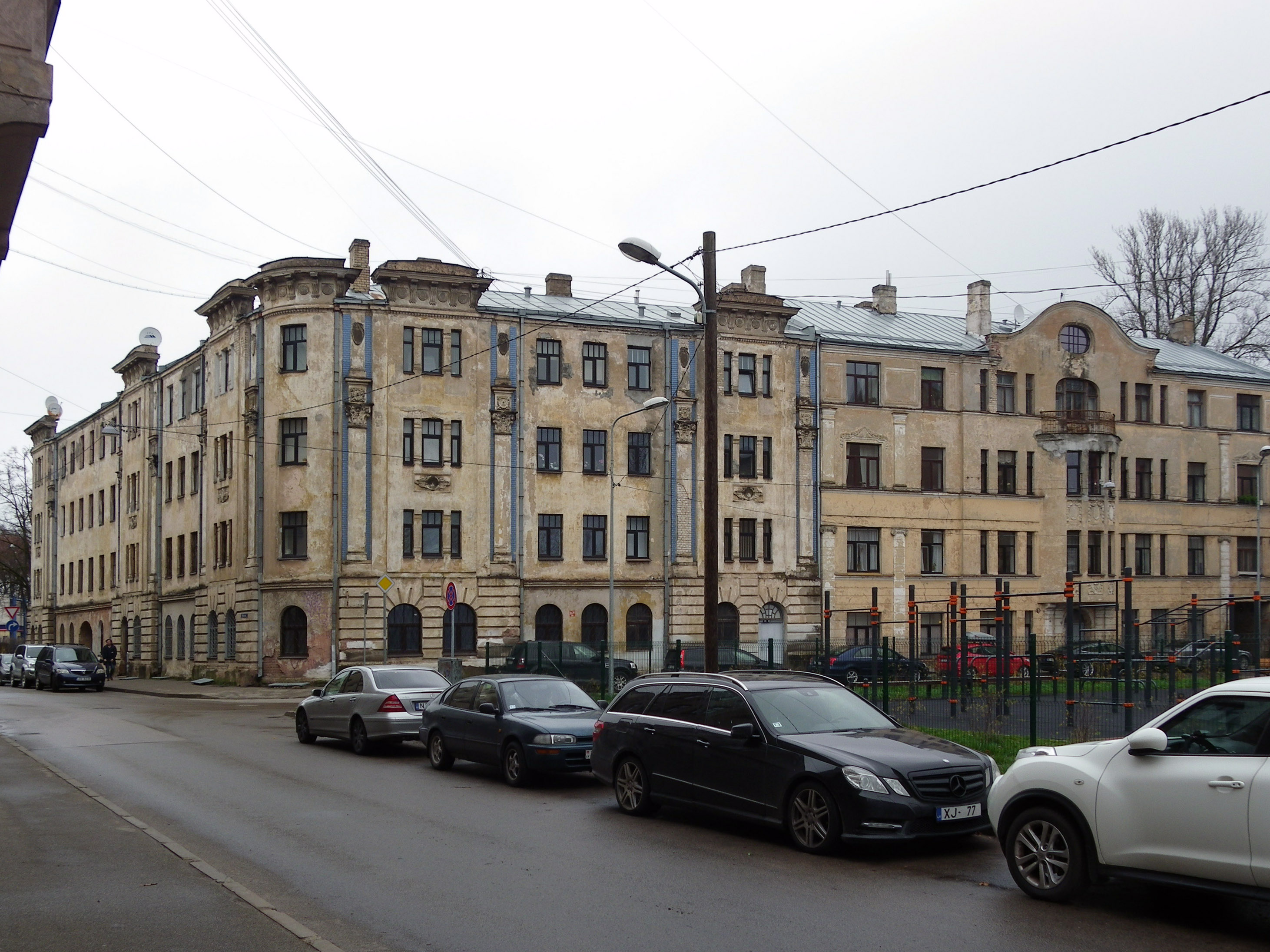
Дом № 3
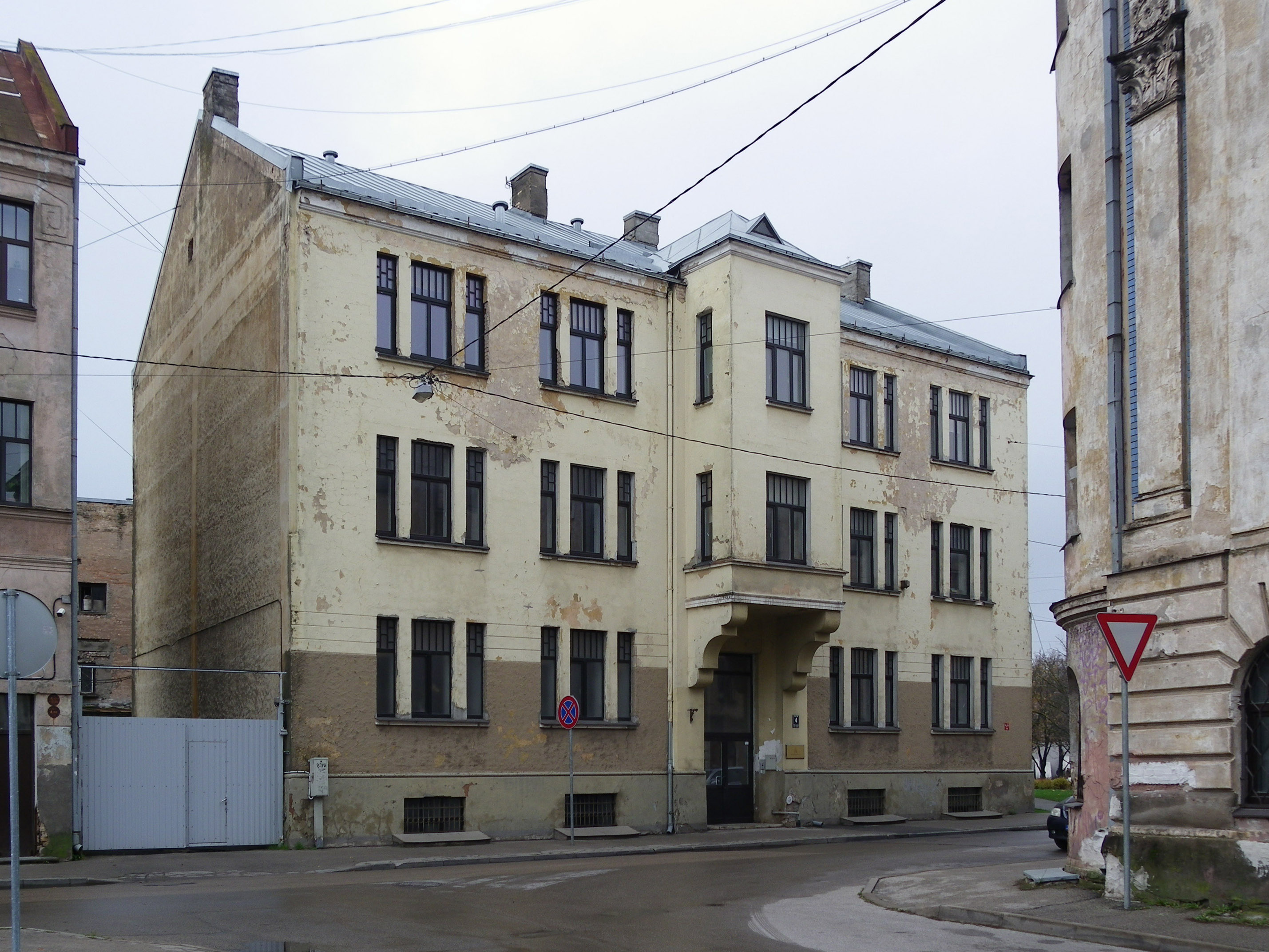
Дом № 4